# Centro culturale di Wolfsburg
Il  centro culturale di Wolfsburg è un complesso polifunzionale di edifici progettato dall'architetto finlandese Alvar Aalto nella seconda metà del XX secolo. 

## Storia e descrizione

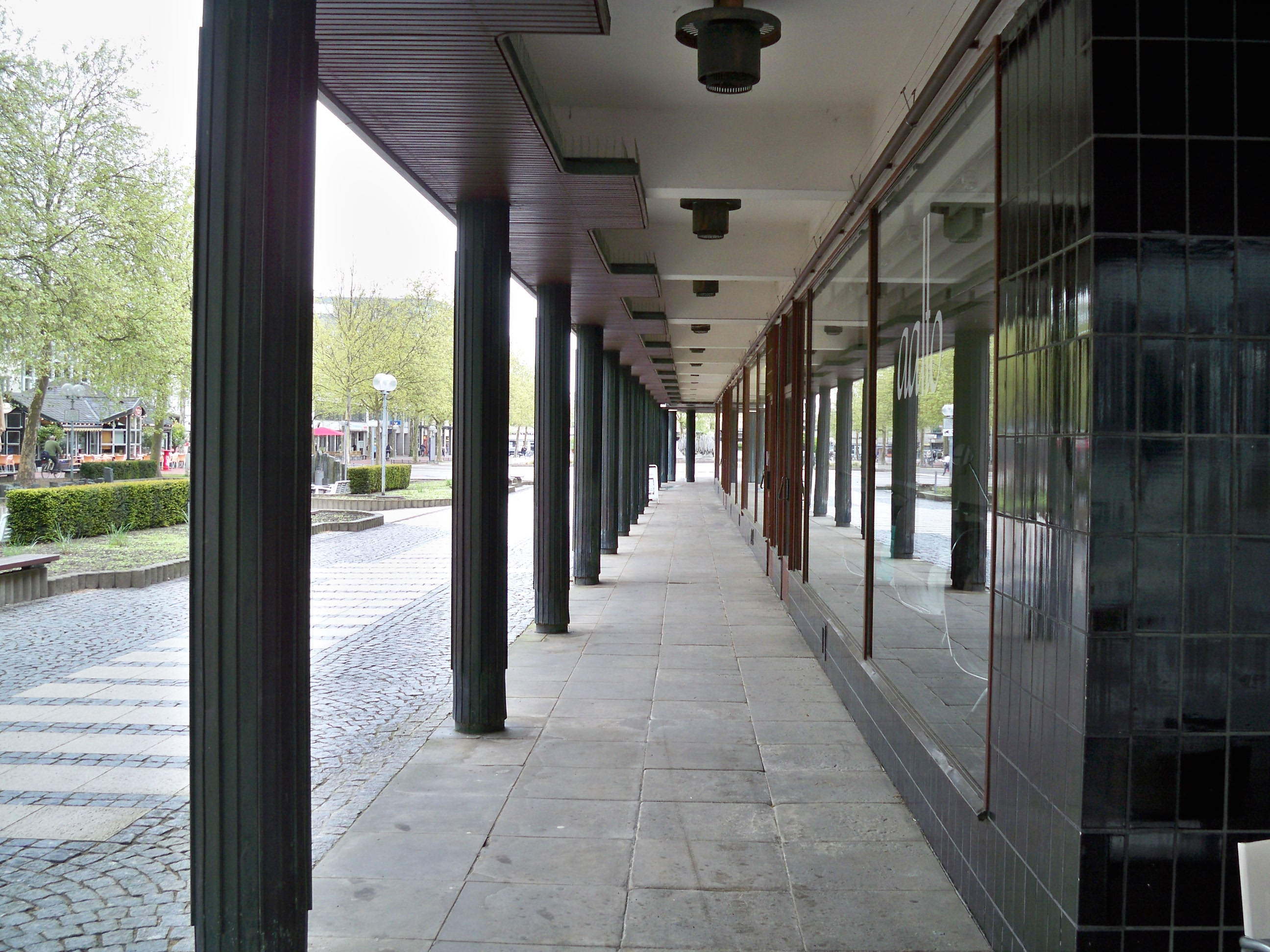
Il portico con le botteghe

Wolfsburg era una città tedesca sorta negli anni trenta del XX secolo su volontà di Adolf Hitler in seguito all'insediamento in loco delle fabbriche della casa automobilistica Volkswagen: si trattava, dunque, di un agglomerato urbano prevalentemente industriale di recente fondazione, privo di una sicura identità storica e civica e di luoghi riservati ad attività intellettuali e ricreative. Wolfsburg, infatti, era interamente consacrata alla produzione di autovetture: per questo motivo quando grazie al migliorato clima sociale e politico le ore lavorative settimanali vennero ridotte gran parte dei suoi abitanti - di estrazione sociale e geografica tra l'altro assai diversa - non sapevano come impiegare il proprio tempo libero.
Questa problematica all'interno della comunità di Wolfsburg era assai sentita: fu anche nella prospettiva di ovviare al problema che, nel 1957, una delegazione della città fu inviata all'Interbau, la grandiosa fiera dell'edilizia di Berlino che aveva chiamato a sé talenti internazionali, oltre che nuove concezioni architettoniche. Fra i grandi nomi presenti all'appuntamento vi erano quelli di Alvar Aalto, stimato architetto finlandese di matrice organicista, e di Paul Baumgarten. Baumgarten era uno degli architetti tedeschi più richiesti del periodo e aveva firmato il progetto del municipio di Wolfsburg, eretto nella centralissima Porche Strasse e particolarmente apprezzato dalla committenza. Per questo motivo, quando David Fischer, direttore del comitato scolastico di Wolfsburg, propose la costruzione di uno spazio comunitario collettivo da offrire alla popolazione di Wolfsburg sull'esempio dei centri culturali giovanili di Ludwigshafen, Duisburg e Heidelberg, inizialmente si pensò di affidare il progetto nuovamente a Baumgarten: fu solo grazie all'accorta regia dell'urbanista Peter Koller che la scelta ricadde su Aalto, al quale venne ufficialmente commissionata la realizzazione del centro culturale di Wolfsburg nel 1958 (i disegni presentati da Alvar per il concorso recano la data 10 giugno 1958). Il Centro, inaugurato nel 1962 dopo tre anni di lavori, riscosse un notevole successo che persuase le autorità di Wolfsburg a commissionare ad Aalto altre due opere, la chiesa dello Heilig Geist con annesso centro parrocchiale (1960-62) e la chiesa di St. Stephanus nel sobborgo periferico di Detmerode (1968).
L'organismo architettonico del centro culturale polifuzionale di Wolfsburg comprende una serie di edifici pluripiano raggruppati intorno alla preesistente piazza del Municipio e, malgrado le sue dimensioni tutto sommato ridotte, si impone sul tessuto edilizio circostante con una ragguardevole monumentalità. La presenza monumentale del Centro si coglie in pieno soprattutto nella facciata, caratterizzata da un profilo ascendente che culmina verso l'auditorium (che, con il suo aspetto dolcemente ritmato, rinvia alle sagome dei monti del paesaggio retrostante) e realizzata con marmo di Carrara bianco e grigie con fasce alternate di sienite del Pamir, materiali costruttivi particolarmente pregiati che - come ha prontamente osservato Schildt - denunciano l'influenza del duomo di Siena, costruzione particolarmente amata da Aalto che ebbe modo di visitarla in luna di miele. Il fabbricato, in ogni caso, è destinato a un vasto assortimento di funzioni: vi troviamo, infatti, una corte esterna sulla copertura («unagorà» osserva il Santini «uno spazio esterno autonomo e diverso dagli ambienti della laboriosa e monotona vita di tutti i giorni, dove possa fiorire l'attività intellettuale dei cittadini»), ma anche una biblioteca municipale, un giardino d'infanzia per bimbi, laboratori, sale da gioco, numerosissime botteghe artigiane disposte in fregio al porticato al pianterreno e un piccolo atrio dotato di focolare, in modo tale che «gli operai della fabbrica possano godere di piaceri atavici coltivando al tempo stesso interessi che arricchivano la vita» (Reed). Di particolare interesse è l'elaborato sistema illuminativo del Centro: Aalto, più che in qualsiasi altro suo progetto, costella la sua opera con lucernari dalle forme e configurazioni più disparate, a partire dalle sottili finestrelle della biblioteca alle brillanti aperture degli auditori.